# Магран, Виллиан
Виллиан Магран (порт. Willian Magrão; полное имя — Виллиан Энрике Антунес, порт. Willian Henrique Antunes; родился 16 февраля 1987, Можи-Мирин, Бразилия) — бразильский футболист, полузащитник.

## Карьера
Виллиан родился в городе Можи-Мирин, и является воспитанником футбольного клуба Гремио. Пробыв в клубе 6 лет, Маграо перешел в «Португезу», за которую сыграл 10 матчей и забил 2 гола. В 2014 году состоялся его переход в клуб «Боа», а затем в «Ред Булл Бразил». В дальнейшем играл за ряд бразильских клубов, а также в Мексике и второй лиге Японии.